# Grupo de Operaciones Especiales (Fuerza Aérea Argentina)
El Grupo de Operaciones Especiales (GOE) es una unidad de combate de la Fuerza Aérea Argentina (FAA) con asiento en la VII Brigada Aérea de Moreno, Provincia de Buenos Aires, y que depende del Comando de Adiestramiento y Alistamiento de la Fuerza Aérea.
Esta unidad de combate GOE fue creada en el año 1980. El GOE participa de la Guerra de Malvinas, en la Operación Rosario y después en apoyo a la BAM Malvinas.

## Historia
La creación de esta unidad se remonta a 1979 durante el conflicto del Beagle, cuando la Fuerza Aérea de Chile despliega un equipo de operaciones especiales durante un desfile, lo que llevó a la FAA a crear el propio, en 1980 se hizo el primer curso con 44 personas.

## Guerra de las Malvinas
El 2 de abril de 1982 las fuerzas armadas de Argentina desembarcaron y tomaron el control de las islas Malvinas. El GOE fue trasladado el 30 de abril en un Lockheed C-130 Hercules, el cual aterrizó en medio de un combate.
El 29 de mayo perdió a uno de sus hombres, el capitán (post mortem) Luis Castagnari. Este militar falleció en un bombardeo británico en Puerto Argentino/Stanley.
Hacia el año 2024 el GOE pasa a constituir una unidad dependiente del Comando de Adiestramiento y Alistamiento de la Fuerza Aérea.

## Equipamiento
- Heckler & Koch MP5[5]
- Heckler & Koch HK33
- Heckler & Koch G41
- Heckler & Koch MSG90
- FN MAG
- FN FAL
- M24 SWS
- Browning Hi-Power
- M4A1[6]
- MK18
- Ametralladora M60E6
- Ametralladora M249
- DD5V4
- Tac-50
- Delta 5 PRO
- Lanzagranadas acoplado M203
- Glock 17[7]